# Cattedrali in Cambogia
Questa è una lista delle cattedrali della Cambogia. 

## Cattedrali cattoliche
| Cattedrale                                              | Arcidiocesi o Diocesi               | Località   |
| ------------------------------------------------------- | ----------------------------------- | ---------- |
| Chiesa di San Giuseppe svolge le funzioni di Cattedrale | Vicariato apostolico di Phnom-Penh  | Phnom Penh |
| Cattedrale di Nostra Signora dell'Assunzione            | Prefettura apostolica di Battambang | Battambang |